# Us (album de Maceo Parker)
Pour les articles homonymes, voir US.
Albums de Maceo Parker
Doing Their Own Thing
(1970) Funky Music Machine
(1975)
Us est le 3e album de Maceo Parker, publié en 1974 sur le label People.

## Titres
1. Soul Power (James Brown)
2. Party (James Brown)
3. Show and Tell (Jerry Fuller)
4. Drowing in the Sea of Love (K. Gamble - L. Huff)
5. I Can Play for (Just You and Me) (J. Pankow)
6. Doing it to Death (James Brown)
7. The Soul of a Black Man (James Brown)